# La Nuit de Gutenberg
La Nuit de Gutenberg est un opéra du compositeur français Philippe Manoury sur un livret de Jean-Pierre Milovanoff, créé en 2011 à Strasbourg. Le livret, qui évoque l'œuvre de Johannes Gutenberg, inventeur de l'imprimerie, aborde l'histoire des moyens de communications.

## Historique
La Nuit de Gutenberg est une commande de l'Opéra national du Rhin et de l'Ircam au compositeur français Philippe Manoury, pour son quatrième opéra.
La Nuit de Gutenberg est créé le 24 septembre 2011 l'Opéra national du Rhin de Strasbourg lors du festival Musica pour l'ouverture de celui-ci, sous la direction de Daniel Klajner avec le Chœur et la Maîtrise de l'Opéra national du Rhin et l'Orchestre philharmonique de Strasbourg et le Septuor Madrigal,. La mise en scène est assurée par l'acteur japonais Yoshi Oida avec des décors de Tom Schenk, et fait notamment intervenir la vidéo. La production est reprise à Mulhouse en octobre puis part en tournée.

## Description
La Nuit de Gutenberg est un opéra d'une heure environ en un prologue, épilogue et onze tableaux pour trois solistes, sextuor vocal, électronique en temps réel et orchestre. L'histoire explore l'évolution des moyens technologiques d'écritures et de communication en prenant comme point d'appui l'invention de l'imprimerie par Johannes Gutenberg. Le récit, qui se déroule théoriquement en une nuit, traverse plusieurs millénaires depuis l'invention de l'écriture jusqu'à l'apparition de l'informatique, faisant intervenir Johannes Gutenberg dans le monde moderne, à travers des uchronies dans lesquelles le personnage se rend et constate l'évolution de l'écrit. La partition comporte des modulations électroniques, dites en temps réel, obtenus par logiciel, avec également des chœurs préenregistrés.

### Rôles
Les rôles de La Nuit de Gutenberg sont distribués comme suit, :
| Rôle                   | Tessiture | Créateur                    |
| ---------------------- | --------- | --------------------------- |
| Gutenberg              | baryton   | Nicolas Cavallier           |
| Folia, une jeune femme | contralto | Eve-Maud Hubeaux            |
| L'hôtesse              | soprano   | Mélanie Boisvert            |
| Juge                   | basse     | Young-Min Suk               |
| Notable                |           | Christophe de Ray-Lassaigne |

### Instrumentation
L'instrumentation de La Nuit de Gutenberg comprend l'effectif détaillé suivant :
- Voix : 2 soprano, mezzo-soprano, ténor, 2 barytons, basse, chœur d'enfants ;
- bois : 3 flûtes, 3 hautbois, 3 clarinettes, 3 bassons ;
- cuivres : 4 cors, 3 trompettes, 3 trombones, tuba ;
- autre : 3 percussionnistes, synthétiseur ;
- cordes : 12 violons, 10 violons II, 8 altos, 6 violoncelles, 4 contrebasses.

## Réception et analyse critiques
Le livret et les parties électroniques de la partition mettent en exergue les nouveaux moyens de communication apparus avec Internet. Le tempo de la musique s'accélère avec l'avancement de l'histoire, depuis une antiquité assez figée vers une modernité à un rythme élevé, faisant de ce fait raccourcir les parties au fur et à mesure de l'avancement de l'histoire. Le livret pose un constat à mi-chemin entre les dégâts que cause Internet à l'écrit et à la communication puis les possibilités qu'offrent en parallèle ce média.